# 库塔尔努
库塔尔努（法語：Coutarnoux，法語發音：[kutaʁnu]）是法国勃艮第-弗朗什-孔泰大区约讷省的一个市镇，属于阿瓦隆区。

## 地理
库塔尔努（47°35'12"N, 3°57'53"E）面积8.68 平方千米，位于法国勃艮第-弗朗什-孔泰大區约讷省，该省份为法国中北部内陆省份，西接卢瓦雷省，西北接塞纳-马恩省，南至涅夫勒省，东临科多尔省，东北与奥布省接壤。
与库塔尔努接壤的市镇（或旧市镇、城区）包括：马桑吉、迪桑吉、圣科隆布、茹拉维尔。

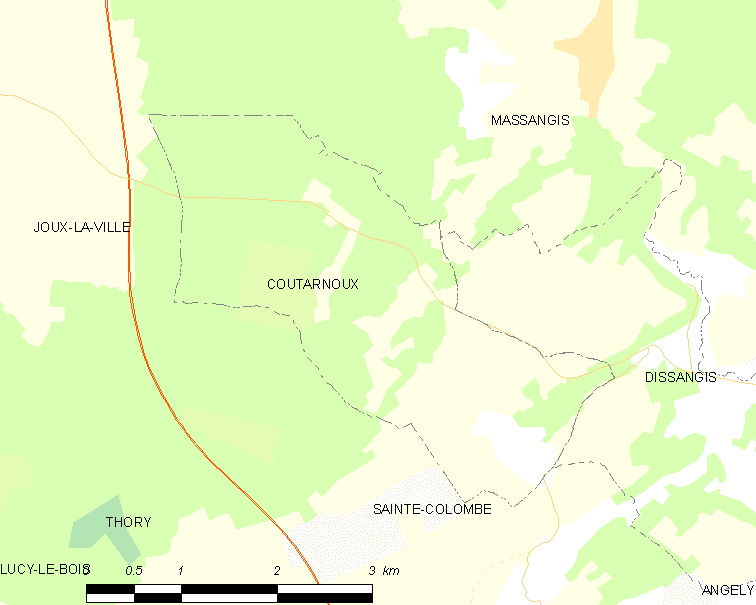
库塔尔努的OSM定位图

库塔尔努的时区为UTC+01:00、UTC+02:00（夏令时）。

## 行政
库塔尔努的邮政编码为89440，INSEE市镇编码为89128。

## 政治
库塔尔努所属的省级选区为茹拉维尔县。

## 人口

1962-2008年间库塔尔努人口变化图示

库塔尔努于2022年1月1日时的人口数量为131人。